# کیت کمپل
کیت کمپل (به انگلیسی: Cate Campbell) (زادهٔ ۲۰ مهٔ ۱۹۹۲) شناگر اهل استرالیا است.